# كارلوس برناردو مورينو
كارلوس برناردو مورينو (بالإسبانية: Carlos Bernardo Moreno) هو منافس ألعاب قوى تشيلي، ولد في 28 أكتوبر 1967.

## وصلات خارجية
- كارلوس برناردو مورينو على موقع الاتحاد الدولي لألعاب القوى (الإنجليزية)
- كارلوس برناردو مورينو على موقع أوليمبيديا (الإنجليزية)